# バブーシュ
| スークに並べられたバブーシュ |  | スークに並べられたバブーシュ |
| スークに並べられたバブーシュ |  |                              |

バブーシュ（Babouche,アラビア語: بلغة　転写：balgha）はモロッコの伝統的な履物。ヤギ・ヒツジ・ウシ・ラクダの革や布を素材に用いて手作業で成型・縫合したもの。バブーシュの名は“ペルシャ語の「足を覆うもの」”を由来とする。アラビア語ではバルガと称する。形状は靴に似るが踵部を踏んで履く履物である。屋外・室内で使用する。男性用・女性用があり、鮮かな染色や刺繍・装飾が施されたものもある。